# Железная дорога Рим — Джардинетти
Железная дорога Рим — Джардинетти соединяет зону Лациали (около вокзала Термини) с Джардинетти, пригородом Рима (Италия). Линия работает как трамвайная.
Дорога находится в ведении компании ATAC, ответственной за общественный транспорт в Риме, в том числе работающей и с Римским метрополитеном.
Нынешняя дорога Рим — Джардинетти является всего лишь отрезком более старой и длинной линии Рим — Фьюджи — Алатри — Фрозиноне. 
Дорога продолжалась до Пантано вплоть до 2008 года, когда отрезок от Джардинетти до Пантано был закрыт в связи с работами на линии C римского метро.

## Станции
- Термини - Лациали 
Термини
- Санта-Бибиана
- Порта Маджоре
- Понте-Казилино
- Сант-Елена
- Виллини
- Алеззи
- Филарете
- Тор Пиньяттара
- Берарди
- Бальцани
- Сенточелле
- Тольятти
- Грано
- Алессандрино
- Торре Спакката
- Торре Маура
- Тобаджи
- Джардинетти